# Miklós Pálffy (1552-1600)
Miklós Pálffy de Erdőd (Čabradský Vrbovok, 10 settembre 1552 – Červený Kameň, 23 aprile 1600) è stato un militare ungherese.

## Biografia
Miklós Pálffy era il figlio più giovane di Peter Pálffy (1512-1568) e di sua moglie, Sophia Dersffy di Zerdahely (1525-1569). Miklós ricevette un'eccellente educazione per la sua epoca, anche per un membro dell'aristocrazia, dal momento che a patire dal 1564 venne accolto alla corte imperiale di Vienna ove ebbe modo di formarsi, oltre ad intraprendere un grand tour che toccò la Grecia, Costantinopoli, la Germania, i Paesi Bassi, la Francia e la Spagna.
Il 25 aprile 1581, l'imperatore Rodolfo II gli concesse coi suoi fratelli la dignità baronale.

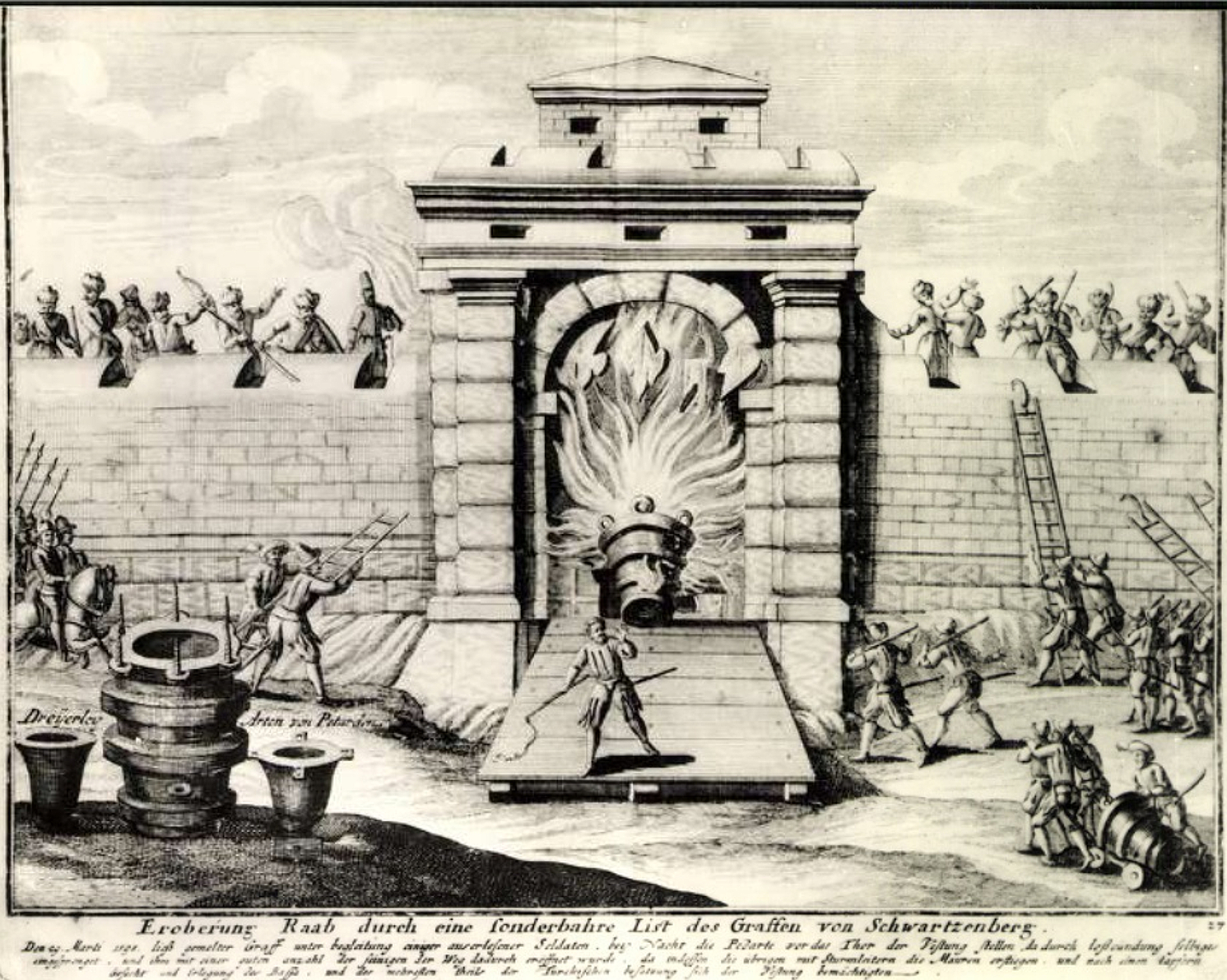
Distruzione della porta della città di Győr durante l'assedio comandato da Pálffy

Pálffy si distinse anche come uno tra i migliori comandanti ungheresi del suo tempo. Nel corso della sua carriera militare prese parte a circa 30 campagne contro gli ottomani, sebbene si conquistò i successi principali con la cosiddetta "Lunga Guerra". Il 29 marzo 1598, insieme al barone Adolfo di Schwarzenberg, conquistò la fortezza di Győr, un centro estremamente importante per la cristianità, al punto che l'imperatore Rodolfo ordinò di costruire ovunque monumenti per commemorare l'evento. Per il grande successo dell'impresa, Miklós ricevette anche i ringraziamenti personali via lettera dai papi Gregorio XIII e Clemente VIII. Quest'ultimo in particolare, nel giugno del 1595, pubblicò un breve pontificio nel quale lodava il barone ungherese per i suoi "meriti eccezionali in difesa della fede cattolica [...] di cui siamo estremamente contenti".

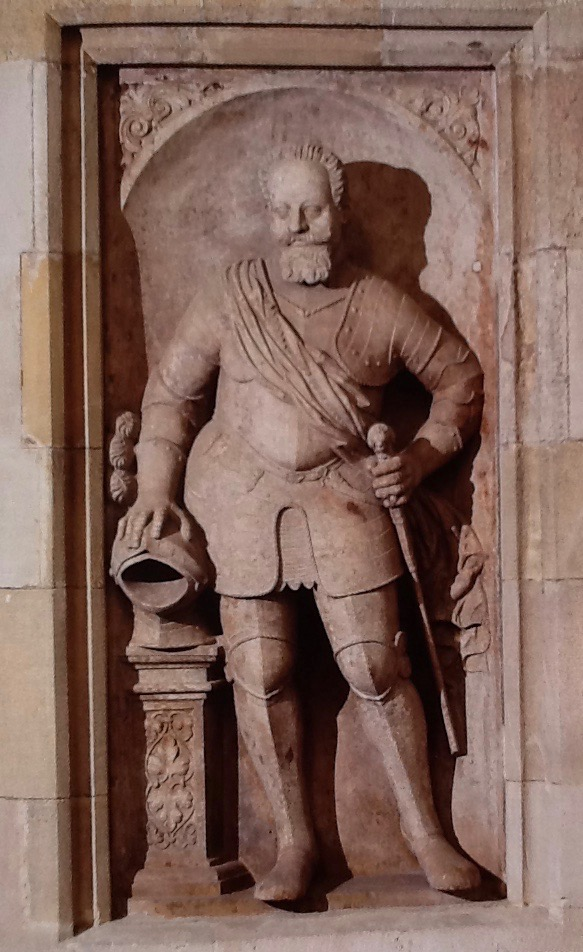
Monumento funebre a Miklós Pálffy nella cattedrale di San Martino a Bratislava.

Dopo questa battaglia, Pálffy divenne estremamente popolare in tutto il Sacro Romano Impero e nel regno d'Ungheria, luogo quest'ultimo ove si conquistò il soprannome di "a törökverő" ("Il pipistrello turco"). Oltre a numerosi altri doni e onorificenze, gli venne assegnato il comando del castello di Presburgo. Nel 1599 venne elevato dall'imperatore al rango di conte del Sacro Romano Impero.
Il 23 aprile 1600, Nikolaus Pálffy morì inaspettatamente a Červený Kameň. Venne sepolto un mese dopo, secondo l'usanza del tempo, a Bratislava, nella cattedrale di San Martino, con grande partecipazione di popolo. Il corteo funebre venne scortato dal consiglio comunale di Presburgo al gran completo, con le corporazioni cittadine, le confraternite e l'alto clero con in testa il primate d'Ungheria, l'arcivescovo János Kutassy (1545-1601).
Nel 1601, la vedova di Pálffy, Maria Magdalena Fugger, commissionò allo scultore August Paul Mayr la realizzazione di una tomba monumentale per celebrare la memoria del defunto consorte che rappresenta il condottiero a grandezza naturale, in armatura.

## Matrimonio e figli
Il 4 giugno 1583, Miklós Pálffy sposò Maria Magdalena Fugger-Kirchberg-Weißenhorn (30 aprile 1566, Augusta - 29 maggio 1646, Červený Kameň), la quale portò al marito il feudo di Červený Kameň come dote. Il matrimonio fu estremamente felice e la coppia ebbe insieme otto figli di cui solo sei raggiunsero l'età adulta:
- Stephan (1586–1646), guardia della corona ungherese, sposò la contessa Eva Susanna Puchhaim
- Johann (1588–1646), custode della corona ungherese, sposò Judith von Amadé
- Catherine (1590-1639), sposò il barone Zsigmond Forgách de Ghymes et Gács (1560-1621)
- Pál (1592–1653), giudice supremo del Regno d'Ungheria, Palatino d'Ungheria, sposò Maria Franziska von Khuen und Belásy
- Miklós (1593-1621), ciambellano
- Maria Sophia (1596-1668), sposò il conte Maximilian von Trauttmansdorff (1584–1650)

## Ascendenza
|                              |                              |                              | Genitori                       |  |  | Nonni |  |  | Bisnonni                 |  |  | Trisnonni                |  |
|                              |                              |                              |                                |  |  |       |  |  | Lőrinc Pálffy de Kápolna |  |  | Miklós Pálffy de Kápolna |  |
|                              |                              |                              |                                |  |  |       |  |  | Lőrinc Pálffy de Kápolna |  |  | Miklós Pálffy de Kápolna |  |
|                              |                              | Katalin Kinizsi              |                                |  |  |       |  |  | Lőrinc Pálffy de Kápolna |  |  |                          |  |
| Pál Pálffy de Dericska       |                              |                              |                                |  |  |       |  |  | Lőrinc Pálffy de Kápolna |  |  |                          |  |
|                              |                              | Anna Bánffy de Újlak         | János Bánffy de Újlak          |  |  |       |  |  |                          |  |  |                          |  |
|                              |                              | Anna Bánffy de Újlak         | János Bánffy de Újlak          |  |  |       |  |  |                          |  |  |                          |  |
|                              |                              | Anna Bánffy de Újlak         | …                              |  |  |       |  |  |                          |  |  |                          |  |
| Péter Pálffy de Erdőd        |                              | Anna Bánffy de Újlak         |                                |  |  |       |  |  |                          |  |  |                          |  |
|                              |                              | Balázs Bakócz de Erdőd       | Ferencz Bakócz                 |  |  |       |  |  |                          |  |  |                          |  |
|                              |                              | Balázs Bakócz de Erdőd       | Ferencz Bakócz                 |  |  |       |  |  |                          |  |  |                          |  |
|                              |                              | Balázs Bakócz de Erdőd       | …                              |  |  |       |  |  |                          |  |  |                          |  |
| Klára Bakócz de Erdőd        |                              | Balázs Bakócz de Erdőd       |                                |  |  |       |  |  |                          |  |  |                          |  |
|                              |                              | Judita Vitovecz              | György Vitovec                 |  |  |       |  |  |                          |  |  |                          |  |
|                              |                              | Judita Vitovecz              | György Vitovec                 |  |  |       |  |  |                          |  |  |                          |  |
|                              |                              | Judita Vitovecz              | Druzsiána Rozgonyi             |  |  |       |  |  |                          |  |  |                          |  |
| Miklós Pálffy de Erdőd       |                              | Judita Vitovecz              |                                |  |  |       |  |  |                          |  |  |                          |  |
|                              | István Dersffy de Szerdahely | Miklós Dersffy de Szerdahely |                                |  |  |       |  |  |                          |  |  |                          |  |
|                              | István Dersffy de Szerdahely | Miklós Dersffy de Szerdahely |                                |  |  |       |  |  |                          |  |  |                          |  |
|                              | István Dersffy de Szerdahely | Katalin Bánffy de Alsólendva |                                |  |  |       |  |  |                          |  |  |                          |  |
| Miklós Dersffy de Szerdahely | István Dersffy de Szerdahely |                              |                                |  |  |       |  |  |                          |  |  |                          |  |
|                              |                              | Katalin Thuz de Lak          | Miklós Thuz de Lak             |  |  |       |  |  |                          |  |  |                          |  |
|                              |                              | Katalin Thuz de Lak          | Miklós Thuz de Lak             |  |  |       |  |  |                          |  |  |                          |  |
|                              |                              | Katalin Thuz de Lak          | …                              |  |  |       |  |  |                          |  |  |                          |  |
| Zsófia Dersffy de Szerdahely |                              | Katalin Thuz de Lak          |                                |  |  |       |  |  |                          |  |  |                          |  |
|                              |                              | Boldizsár Batthyány          | András Batthyány               |  |  |       |  |  |                          |  |  |                          |  |
|                              |                              | Boldizsár Batthyány          | András Batthyány               |  |  |       |  |  |                          |  |  |                          |  |
|                              |                              | Boldizsár Batthyány          | Veronika Imreffy de Szerdahely |  |  |       |  |  |                          |  |  |                          |  |
| Perpetua Batthyány           |                              | Boldizsár Batthyány          |                                |  |  |       |  |  |                          |  |  |                          |  |
|                              |                              | Ilona Hermanfi de Greben     | László Hermanfi de Greben      |  |  |       |  |  |                          |  |  |                          |  |
|                              |                              | Ilona Hermanfi de Greben     | László Hermanfi de Greben      |  |  |       |  |  |                          |  |  |                          |  |
|                              |                              | Ilona Hermanfi de Greben     | Orsolya Fánchy de Gordova      |  |  |       |  |  |                          |  |  |                          |  |
|                              |                              | Ilona Hermanfi de Greben     |                                |  |  |       |  |  |                          |  |  |                          |  |